# Ígor Netto

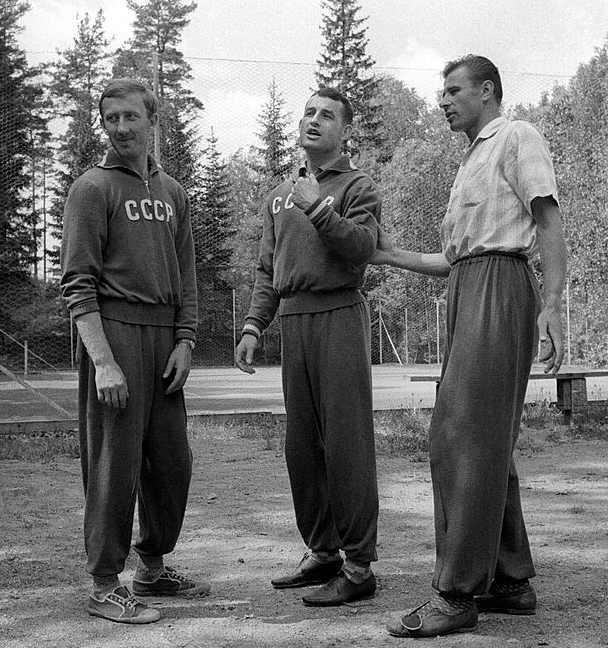
Igor Netto (izquierda), Sergei Salnikov y Lev Yashin durante la Copa Mundial de Fútbol de 1958.

Ígor Aleksándrovich Netto, en ruso: Игорь Александрович Нетто; (9 de enero de 1930- Moscú, 30 de marzo de 1999) fue un futbolista internacional ruso que jugó durante toda su carrera deportiva en el Spartak Moscú, del que fue su capitán durante años.
Considerado uno de los más grandes junto a Lev Yashin y Eduard Streltsov, comenzó jugando como defensor por la izquierda pero debido a su mentalidad ofensiva y la capacidad técnica se trasladó al centro del campo. Fue un jugador de gran habilidad en la posesión de balón, con gran capacidad de visión sobre el terreno y para anticiparse a las jugadas. Poseía una voz sibilante y un cuello largo por lo que era conocido por el apodo de Guss (ganso).

## Trayectoria
Durante su carrera jugó siempre para el FC Spartak de Moscú desde 1949 hasta 1966 anotando 37 goles en 367 partidos de liga ganado cinco campeonatos soviéticos y tres copas. Se le concedió la Orden de Lenin en 1957 y en 1966 puso fin a su carrera deportiva. El estadio de la reserva del Spartak lleva su nombre.
Además del fútbol, Netto jugó 22 partidos de la temporada 1948–49 y 1950–51 en la liga de hockey sobre hielo como delantero, también para el Spartak. Sin embargo lo dejaría tras esas dos temporadas debido a lo complicado de compaginar dos deportes profesionales y la dureza del hockey, que le mantenía alejado del fútbol por lesiones.
Tras el final de su carrera se convirtió en un mánager y entrenador del AC Omonia, FC Shinnik Yaroslav, Torpedo Moscú, Irán, Panionios y Neftchi Baku

## Selección nacional
Fue el capitán de la selección de la Unión Soviética de 1954 a 1963. Condujo al país a ganar la medalla de oro en los Juegos Olímpicos de 1956 y la victoria del primer campeonato europeo en 1960 se perdió todos menos un partido en la Copa del Mundo de la FIFA de 1958 debido a una lesión también jugó los cuatro partido en la Copa del Mundo de la FIFA de 1962 cuando la Unión Soviética llegó a cuartos de final, en total jugó 54 partidos internacionales y cuatro goles.
Conocido como un jugador muy decente y honesto, no solo en lo personal sino en el campo, como lo demostró en el partido por la Copa Mundial de 1962 cuando enfrentaba a Uruguay. El marcador iba 1-1 cuando Ígor Chislenko disparó a puerta y el balón entró por la parte exterior, el juez lo dio como gol, pero Netto el capitán de la URSS le hizo unos gestos al árbitro mientras los jugadores de Uruguay reclamaban, por lo que el árbitro cambió de opinión y anuló el gol, para fortuna de Netto al minuto 89 Ivanov anotó el gol para sellar la victoria frente a Uruguay por 2-1.
En sus últimos años de vida, su esposa lo abandonó, por lo que vivió con la familia de su hermano. Está enterrado en el Cementerio de Vagánkovo, con un monumento en su honor.

## Entrenador
- AC Omonia Nicosia, Chipre (de enero a junio de 1967)
- FC Shinnik Yaroslavl Yaroslavl  (de enero a julio de 1968)
- Selección de Irán (1970-1971)
- Spartak Moscú (1973-1975)
- Panionios de Atenas Grecia (1977- agosto de 1978)
- Neftchi Bakú PFK (de enero a junio de 1979)
- Equipo nacional de veteranos de la URSS y Rusia (1991-1993)

## Clubes
| Club             | País            | Año       |
| ---------------- | --------------- | --------- |
| FC Spartak Moscú | Unión Soviética | 1949-1966 |

## Palmarés

### Como jugador

#### Torneos nacionales
| Título                      | Equipo           | País            | Año  |
| --------------------------- | ---------------- | --------------- | ---- |
| Copa de la URSS             | FC Spartak Moscú | Unión Soviética | 1950 |
| Primera división de la URSS | FC Spartak Moscú | Unión Soviética | 1952 |
| Primera división de la URSS | FC Spartak Moscú | Unión Soviética | 1953 |
| Primera división de la URSS | FC Spartak Moscú | Unión Soviética | 1956 |
| Primera división de la URSS | FC Spartak Moscú | Unión Soviética | 1958 |
| Copa de la URSS             | FC Spartak Moscú | Unión Soviética | 1958 |
| Primera división de la URSS | FC Spartak Moscú | Unión Soviética | 1962 |
| Copa de la URSS             | FC Spartak Moscú | Unión Soviética | 1963 |

#### Torneos internacionales
| Título           | Equipo               | Sede      | Año  |
| ---------------- | -------------------- | --------- | ---- |
| Juegos Olímpicos | Selección de la URSS | Melbourne | 1956 |
| Eurocopa         | Selección de la URSS | Francia   | 1960 |

- Selección de la Unión Soviética: 54 partidos, 4 goles; cuartofinalista en la 1958 y 1962, entre los que jugó seis partidos en Copas del Mundo.

### Distinciones individuales
| Distinción                                                          | Año                             |
| ------------------------------------------------------------------- | ------------------------------- |
| Incluido en el equipo nacional simbólico, cincuentenario de la URSS | 1917-1967                       |
| Incluido en los 10 mejores futbolistas de Europa (n°9)              | 1957                            |
| Incluido en la lista de los 33 mejores (13 veces el #1)             | 1950 #1 1951 #2 1952 al 1963 #1 |
| Condecorado con la Orden de Lenin                                   | 1957                            |
| Condecorado con la Amistad                                          | 1995                            |
| Miembro del PCUS                                                    | 1966                            |

### Participaciones en Copas del Mundo
| Mundial              | Sede   | Resultado   |
| -------------------- | ------ | ----------- |
| Copa Mundial de 1958 | Suecia | 4° de final |
| Copa Mundial de 1962 | Chile  | 4° de final |